# Syntetická droga
Syntetické drogy jsou široká skupina látek, které mají podobné účinky jako psychotropní látky a jiné zakázané substance, například pro účely dopingu ve sportu. Důvodem jejich výroby je jednak obejít stávající legislativu a vyrobit psychoaktivní látku, která dosud nefiguruje na seznamu ilegálních substancí, a jednak snaha uniknout detekci zaměřené na známé látky. Nové syntetické drogy neustále vznikají a poslední době s nimi velmi často setkáváme na drogové scéně.